# NGC 89
NGC 89 è una galassia barrata di 14ª magnitudine situata a circa 43,1 Mpc (141 milioni di anni luce), nella costellazione della Fenice.
NGC 89 viene classificata SB(s)0/a (anche se la classificazione risulta incerta), ovvero una galassia barrata di tipo intermedio fra quelle lenticolari e le galassie spirali (SB0/a) con i bracci a spirale che richiamano una forma ad s (s). Inoltre è una galassia LINER, ovvero una galassia che presenta una bassa ionizzazione rispetto alle galassie "normali" nella regione nucleare. NGC 89 interagisce con NGC 87, NGC 88 e NGC 92, una famiglia di galassie chiamato Quartetto di Robert, scoperto da John Herschel nel 1834.